# Internazionali di Tennis dell'Umbria 2011
Gli Internazionali di Tennis dell'Umbria 2011 sono stati un torneo professionistico di tennis che si è disputato su campi in terra rossa. È stata la quinta edizione del torneo che appartiene alla categoria ATP Challenger Tour nell'ambito dell'ATP Challenger Tour 2011. Gli incontri si sono disputati a Todi, in Italia, dal 12 al 18 settembre 2011.

## Partecipanti

### Teste di serie
| Nazionalità | Giocatore        | Ranking* | Testa di serie |
| ----------- | ---------------- | -------- | -------------- |
| Argentina   | Carlos Berlocq   | 74       | 1              |
| Italia      | Filippo Volandri | 85       | 2              |
| Argentina   | Diego Junqueira  | 104      | 3              |
| Francia     | Benoît Paire     | 120      | 4              |
| Argentina   | Leonardo Mayer   | 139      | 5              |
| Italia      | Paolo Lorenzi    | 146      | 6              |
| Serbia      | Nikola Ćirić     | 154      | 7              |
| Francia     | David Guez       | 165      | 8              |

* Ranking al 29 agosto 2011.

### Altri partecipanti
Giocatori che hanno ricevuto una wild card:
- Thomas Fabbiano
- Daniele Giorgini
- Thomas Muster
- Filippo Volandri

Giocatori che sono passati dalle qualificazioni:
- Enrico Burzi
- Antonio Comporto
- Yann Marti
- Luca Vanni

## Campioni

### Singolare
Carlos Berlocq ha battuto in finale  Filippo Volandri con il punteggio di 6–3, 6–1

### Doppio
Stefano Ianni /  Luca Vanni hanno battuto in finale  Martin Fischer /  Alessandro Motti con il punteggio di 6–4, 1–6, [11-9]